# أحلام الزبالين (فلم)
أحلام الزبالين (بالإنجليزية: Garbage Dreams) هو فيلم وثائقي تم إنتاجه في الولايات المتحدة وصدر في سنة 2009.

## وصلات خارجية
- مقالات تستعمل روابط فنية بلا صلة مع ويكي بيانات

1. ↑  "15 Documentary Features Continue in 2009 Oscar Race". The Academy of Motion Picture Arts and Sciences. 18 نوفمبر 2009. مؤرشف من الأصل في 2014-10-01. اطلع عليه بتاريخ 2012-11-07.
2. 1 2  "The Village Voice, Cairo's Trash Collectors Face Extinction in Garbage Dreams". مؤرشف من الأصل في 2013-07-26.